# أوليفيا دوهرتي
أوليفيا دوهرتي (بالإنجليزية: Olivia Doherty)‏ مواليد 6 يناير 1982، هي لاعبة كرة يد أسترالية تلعب كمحور. مثلت منتخب أستراليا لكرة اليد للسيدات.

## سجل المنافسة
شاركت في البطولات التالية:
- بطولة العالم لكرة اليد للسيدات 2013